# Peter Wilhelm Polack
Peter Wilhelm Polack, auch Pollack (* um 1664 in Reval; † Juli 1721 ebenda) war Goldschmied aus der Künstlerfamilie Pol(l)ack in Reval.

## Leben
Polack war der Sohn des Goldschmieds Peter Polack (1633–1702) in Reval. Polacks Vater hatte bei dem aus Dortmund stammenden Goldschmied Johann Hermundt († 1657 an der Pest) das Handwerk erlernt, wurde 1659 Meister des Goldschmiedeamts sowie Bürger der Stadt Reval.

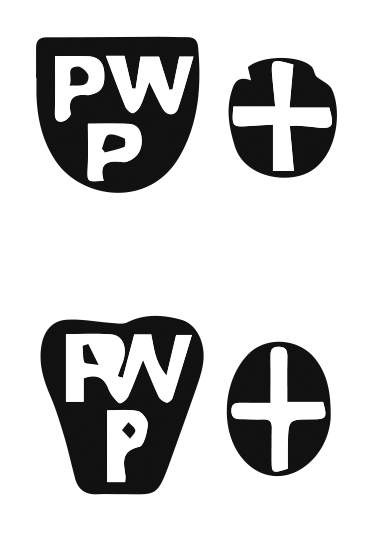
Meistermarken

Polack wurde am 2. Juni 1664 erstmals als „der Jüngere“ erwähnt und erlernte das Handwerk von 1675 bis 1681 in der Werkstatt seines Vaters. Bereits 1682 wurde er zunächst Beisitzer des dortigen Goldschmiedeamts und reiste in diesem Jahr als solcher nach Stockholm, um einem Prozesse dieses Amtes gegen die Kanutigilde beizuwohnen. Das wiederholte sich aus gleichem Anlass im Folgejahr; diesmal blieb er jedoch für anderthalb Jahre in Stockholm. Von 1687 bis 1694 war er Ältermann der Goldschmiede in Reval. 1711 wurde er als Meister in das Goldschmiedeamt aufgenommen. Von 1714 bis 1717 fungierte er wiederum als Ältermann. Adolf Friedenthal vermutete, dass er zwischenzeitlich außerhalb von Reval an einem anderen Ort tätig war. Seine Meistermarke mit den Initialen P. W. P. in einem Schild ist überliefert.
Polack wurde am 30. Juli 1721 in der Nicolaikirche in Reval beerdigt. Der Maler der Estländischen Ritterschaft Ernst Wilhelm Londicer war sein Schwager.

## Werke (Auswahl)
- Ein vergoldeter Kelch in der Kirche von St. Martens, einem Dorf in der Landgemeinde Lääne-Nigula im Kreis Lääne.[2]
- Eine Patene von 1711 in der Kirche von Kegel im Kreis Harju.[2]
- Ein Kelch aus dem Jahr 1713 in der Kirche von Turgel im Kreis Järva.[2]
- Rehfuß,[3] ein silberner Deckelpokal, ein ohne den Deckel etwa 55 cm hohes Trinkgefäß, dass als Zarengeschenk Peters I. nach Reval in das Schwarzhäupterhaus kam.[4] Peter I. hatte zu seiner Herstellung 30 Dublonen gespendet. Auf dem Deckel thront der kaiserliche Adler. Oben hatte das Gefäß einen Durchmesser von 10,5 cm. Es trägt ein Revaler Beschauzeichen und die Meistermarke Pollacks.[5] Es befand sich bis kurz vor dem Ersten Weltkrieg im Silberschatz der Schwarzhäupte.